# Muricea tenella
Muricea tenella är en korallart som beskrevs av Addison Emery Verrill 1869. Muricea tenella ingår i släktet Muricea och familjen Plexauridae. Inga underarter finns listade i Catalogue of Life.